# Arlene Dunn
Arlene Dunn est une femme politique canadienne.
Elle représente la circonscription de Saint-Jean-Havre à l'Assemblée législative du Nouveau-Brunswick de l'élection générale du 14 septembre 2020 jusqu'à sa démission en février 2024.
Elle est ministre responsable de l’Immigration, ministre des Affaires autochtones, ministre responsable du Développement économique et des Petites Entreprises, ministre responsable d’Opportunités NB, puis ministre de l'Éducation postsecondaire, de la Formation et du Travail dans le second gouvernement de Blaine Higgs.
En février 2024, Arlene Dunn quitte le Cabinet et renonce à ses fonctions de députée sans expliquer publiquement sa décision. Elle faisait toutefois partie des ministres qui avaient exprimé publiquement leur malaise à la suite des changements apportés à la politique 713 relative à l'orientation sexuelle et à l'identité de genre dans les écoles. Des contradictions étaient également apparues entre son approche des Affaires autochtones et celle de Blaine Higgs.

## Biographie
Arlene Dunn a occupé différentes fonctions dans des syndicats de la construction, notamment le poste de directrice des Syndicats des métiers de la construction du Canada.